# Dave Swarbrick
Dave Swarbrick (ur. 5 kwietnia 1941 w New Malden, w hrabstwie Surrey, dzieciństwo spędził w Birmingham, zm. 3 czerwca 2016) – jeden z najbardziej znanych brytyjskich skrzypków folkowych i folkrockowych. 

## Życiorys
Jako dziecko podstaw gry na skrzypcach uczył się od muzyków ludowych. Karierę zaczynał jako gitarzysta i w tej roli dołączył na początku lat 60. do Beryl Marriott’s Ceilidh Band w Birmingham, gdzie za namową Beryl Marriott powrócił do gry na skrzypcach.
W 1965 dołączył do The Ian Campbell Folk Group. W 1966 razem z Martinem Carthym stworzył duet skrzypcowo-gitarowy, który miał duży wpływ na ówczesną scenę folkową. W 1969 dołączył do folkrockowej formacji Fairport Convention, występując jako jej członek do 1979, kiedy to z przyczyn zdrowotnych musiał zrezygnować z uprawiania głośnej muzyki. Występował potem jednak z zespołem wielokrotnie podczas jego corocznych koncertów na festiwalu w Cropredy.
W 1984 Swarbrick założył akustyczny zespół Whippersnapper, którego członkiem był między innymi Chris Leslie. W 1989 postanowił skoncentrować się na pracy solowej. Nawiązał również ponowną współpracę z Martinem Carthym.
W 1993 muzyk przeprowadził się do Australii, gdzie rozpoczął współpracę z Alistairem Hulettem. Po powrocie do Anglii w 1996 stworzył duet z Kevinem Dempseyem.
W 1999 angielska gazeta „Daily Telegraph” zamieściła przedwcześnie nekrolog z informacją, jakoby Swarbrick miał umrzeć z powodu infekcji układu oddechowego. W rzeczywistości skrzypek od wielu lat miał poważne problemy z płucami i od 2000 poruszał się na wózku inwalidzkim, wraz z układem wspomagającym oddychanie. Mimo to wystąpił dwa razy na festiwalu w Cropredy (w 2001 i 2003).
W październiku 2004 Swarbrick przeszedł udaną operację przeszczepu obydwu płuc.
W 2004 brytyjska rozgłośnia BBC Radio 2 przyznała mu nagrodę Lifetime Achievement Award (nagroda za całokształt twórczości) podczas corocznej ceremonii rozdania nagród BBC Radio 2 Folk Awards.
Dave Swarbrick zmarł 3 czerwca 2016 roku.